# Terricabres (Oristà)
Terricabres és una masia d'Oristà (Lluçanès) inclosa a l'Inventari del Patrimoni Arquitectònic de Catalunya.

## Descripció
Casa de planta rectangular construïda amb murs de pedra irregular i morter. Composta de planta baixa, pis i golfes, amb una teulada a doble vessant.
Reformada diverses vegades, avui presenta un cos afegit a l'antiga façana fet de ciment. La porta d'entrada és un protal adovellat i en una de les llindes de les finestres es conserva gravada la data 1665.

## Història
La masia Terricabres tenia diverses masoveries, una de les quals, propera a la casa, encara està habitada. La masoveria més important va ser La Frau, actualment deshabitada i de difícil accés.